# Утро на ТВС
«Утро на ТВС» — утренняя информационно-развлекательная программа, транслировавшаяся с 2002 по 2003 год на ТВС с понедельника по пятницу утром. Впервые вышла в эфир 3 июня 2002 года. Концепция, форма и общее содержание программы менялись несколько раз. Вёрстку телеканала с первого дня выхода составляли выпуски «Новостей», прогноза погоды, мультсериалы, публицистические и развлекательные программы.

## История
21 января 2002 года в эфир ТВ-6 вышел последний выпуск утренней телепрограммы «День за днём». В ночь с 21 на 22 января 2002 года, во время трансляции передачи Владимира Соловьёва «Соловьиная ночь», вещание ТВ-6 было приостановлено (в 0:00 — на Москву, через 10-15 минут — на все остальные регионы вещания), а в помещениях было отключено электропитание. В 7:00 мск 22 января 2002 года в Москве и Подмосковье вместо очередного эфира утренней передачи на шестом канале началась демонстрация передач спутникового спортивного канала «НТВ-Плюс Спорт». На 6 ТВК в Москве был объявлен конкурс, который прошёл 27 марта 2002 года. Конкурс был выигран телеканалом ТВС, практически полностью состоявшим из журналистов «нового» ТВ-6.
Для телеканала ТВС, который с июня 2002 года стал вещать на частоте ТВ-6, была сразу же создана новая концепция утреннего блока, которая по формату напоминала скорее ту, которую с 1996 по 2002 год использовал в своём эфире телеканал НТВ, бывшие сотрудники которого и составляли основу коллектива позднего ТВ-6 и ТВС. Название «День за днём» как и ещё несколько других, новому каналу было использовать запрещено, ввиду того, что в сентябре 2001 года ЗАО «МНВК», которой принадлежали права на вещание и контент под брендом ТВ-6, зарегистрировало его на своё имя. Поэтому с 3 июня 2002 года в эфире ТВС с 7:00 до 10:00, затем с 7:00 до 9:00 (с 11 ноября 2002 по 18 апреля 2003 года — с 6:45 до 9:00) стал выходить блок программ под условным названием «Утро на ТВС», состоявший из коротких передач новостного, публицистического и развлекательного характера, а также мультфильмов и музыкальных клипов. В печатных телепрограммах название каждой передачи прописывалось по отдельности при этом справа от логотипа ТВС с сентября 2002 по июнь 2003 года с 7:00 или 6:45 до 9:00 во время показа таких программ всегда отображался чёрный или белый брелок с указанием текущего времени (МСК).
С 7:00 до 9:00 в эфир раз в 15 минут выходили в эфир выпуски «Новостей» ТВС, которые вели Ксения Туркова и Алла Чернышёва, а также Алексей Воробьёв и Андрей Белькевич. Кроме этого в 7:15 и 7:45, а также в 8:15 и 8:45 начали выходить в эфир короткие выпуски новостей. Они выходили в схожем формате как на НТВ до смены собственника в апреле 2001 года в те же таймслоты — без ведущих, закадровый голос, принадлежавший кому-то из редакторов Службы информации, читал текст новостей под видеокартинки, полученные по телеканалам информагентств, а в конце рассказывал о курсе валют. На заднем плане играл новостной шпигель, который в больших выпусках звучал при представлении заголовков тем эфира. 31 марта 2003 года из сетки вещания телеканала были убраны выпуски новостей в 7:15 и в 7:45, освободившиеся места заняли мультсериал «Гарфилд и его друзья» и сатирическая передача «Тушите свет!» соответственно.
В утреннем и дневном эфире выходного дня на ТВС оставались и программы, которые делали другие бывшие авторы утреннего канала «День за днём»: «Путеводитель» с Ольгой Шакиной (бывшая рубрика «Путеводитель по жизни», только теперь уже ведущая более подробно рассказывает о том или ином городе или стране по-прежнему находясь непосредственно в стране или городе повествования до конца 2002 года) и интернет-программа «Большая паутина» с Константином Мошковым (бывшая интернет-программа «Сеть» до конца марта 2003 года). Отдельные программы из утреннего блока ТВС также могли периодически появляться в дневном, вечернем или ночном эфире телеканала как самостоятельные передачи и дайджесты всего интересного за неделю («ABS», «Публичные люди», «Паутина» (короткая версия), «Свободное время», «Состав преступлений», «Есть мнение» и «Музыка на канале ТВС»). Последний эфир такого утреннего блока состоялся в субботу 21 июня 2003 года, через сутки (22 июня) ТВС был досрочно отключён от эфира.
После закрытия ТВ-6 и ТВС, а также ликвидации ЗАО «МНВК» как юридического лица название «День за днём» использовала похожая телепередача на телеканале производства ВГТРК «Страна». Она существовала на базе другой программы «Утро России», в которую на тот момент вернулся Игорь Шестаков, а ведущими были Анастасия Чернобровина, Андрей Петров, Ирина Муромцева и Владислав Завьялов.

## Рубрики
Среди постоянных рубрик «Утро на ТВС» были следующие короткие передачи:
- «Спорт» с Сергеем Наумовым и Александром Кузмаком[41] (новости спорта в стране и мире)
- «Свободное время» с Надеждой Родионовой[42] и Василием Пичулом (последний — до августа 2002 года) (афиша культурных событий)
- «Публичные люди» с Сергеем Майоровым (до апреля 2003 года) (новости шоу-бизнеса, тележурнал о жизни знаменитостей)[43][44][45]
- «Паутина» с Александром Колтовым и Петром Иващенко (до конца марта 2003 года) (новости интернета, высоких технологий и компьютерных игр)[46][47][48][49]
- «ABS» с Олегом Богдановым, Алексеем Мочановым и Борисом Шульмейстером (до апреля 2003 года) (автомобильная программа, тест-драйвы, новости автомобилестроения)[50][51][52]
- «Место печати» с Владимиром Кара-Мурзой (обзор свежей политической прессы)[53][54]
- «Назло» с Андреем Черкизовым (авторский актуальный комментарий на злобу дня)[55]
- «Есть мнение» с Юлией Латыниной (авторский актуальный комментарий на злобу дня)
- «Тушите свет!» с Хрюном Моржовым, Степаном Капустой и третьим приглашённым ведущим (повтор вчерашнего эфира)[56]
- «Состав преступлений» (криминальная хроника, автором и руководителем проекта был Владимир Карташков[57][58]; ведущих в передаче не было, корреспонденты озвучивали сюжеты за кадром как на старом НТВ в середине 1990-х годов в первой версии программы «Криминал»)
- «Музыка на канале ТВС» с Анной Семенович (до декабря 2002 года, затем до апреля 2003 года уже без ведущих) (показ российских музыкальных клипов)[59][60][61][62]
- Мультфильмы и мультсериалы (советские мультфильмы и мультсериал «Гарфилд и его друзья»)[24][63].

Часть передач делались для телеканала ТВС по принципу аутстаффинга — посредством вывода причастных к их производству лиц за штат телекомпании-вещателя и оформления его в штат аутстаффинговых компаний (студии «Артпроект» и «ОКай» соответственно, для программ «ABS» и «Публичные люди»).